# Deichbatterie Eckwarderhörne

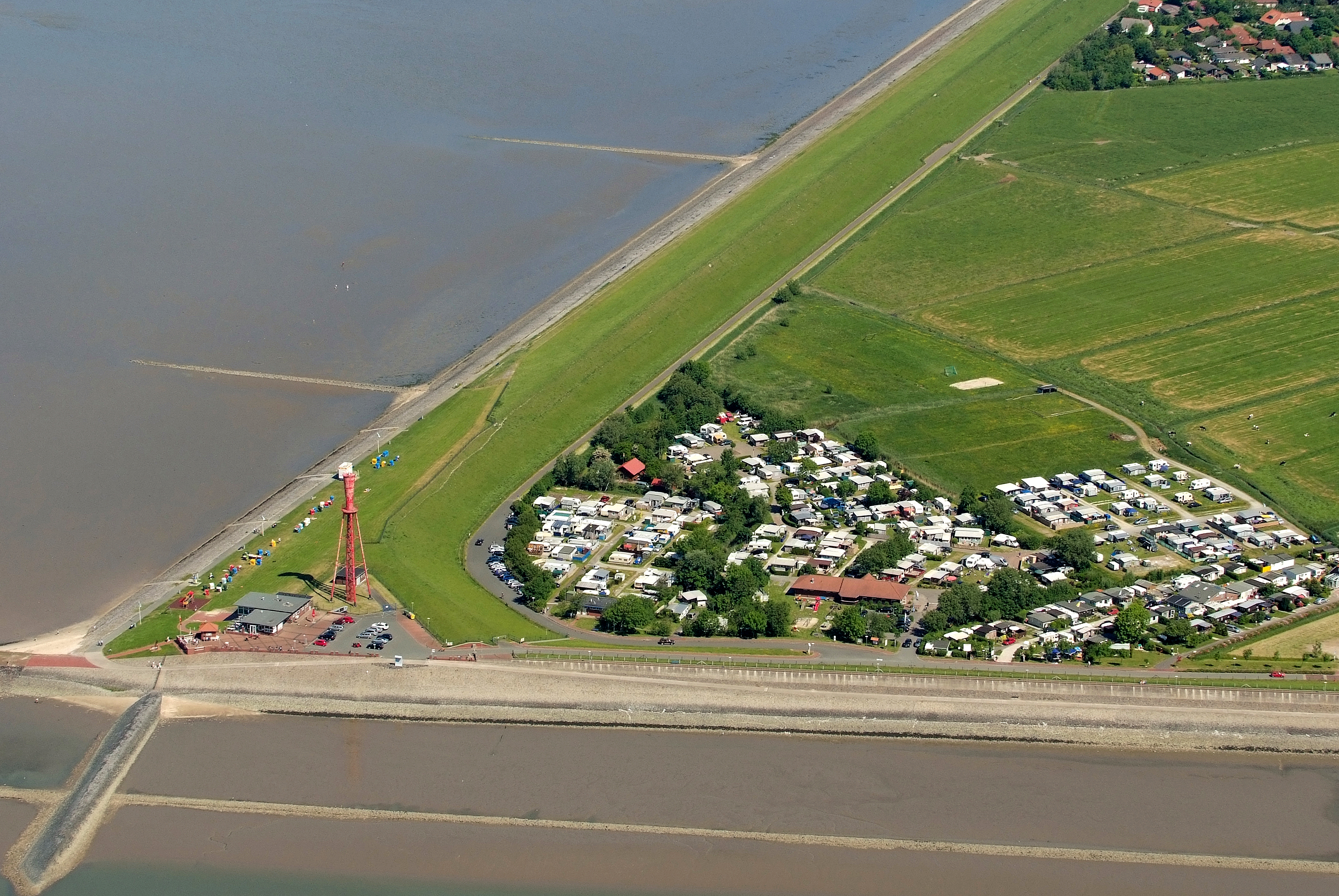
Standort der Deichbatterie an der Landspitze in Eckwarderhörne

Die Deichbatterie Eckwarderhörne war eine Küstenbatterie in Eckwarderhörne zum Schutz des Kriegshafens Wilhelmshaven in der Preußischen Exklave Eckwarden.

## Geschichte
Die Deichbatterie in Eckwarderhörne befand sich an einem strategisch wichtigen Ort an der Südwestspitze des Jadebusens, hier gab es zuvor bereits eine Französische Batterie. Die Batterie konnte aufgrund ihrer Lage die Einfahrt in den Jadebusen und den Schiffsverkehr vor Wilhelmshaven absichern. Mit dem Jade-Vertrag wurde 1853 ein 2,2 Hektar großes Stück Land von Oldenburg an Preußen abgegeben und im Jahr darauf von Preußen in Besitz genommen. Die Batterie selbst wurde im Deich errichtet. Sie wurde nie mit Geschützen ausgestattet. Während des Zweiten Weltkrieges wurde die Anlage zur schweren Flakbatterie Eckwarderhörne ausgebaut.